# Ordes (ort)
Ordes är en ort i Spanien.   Den ligger i provinsen Provincia da Coruña och regionen Galicien, i den nordvästra delen av landet, 500 km nordväst om huvudstaden Madrid. Ordes ligger 277 meter över havet och antalet invånare är 12 757.
Terrängen runt Ordes är huvudsakligen platt. Ordes ligger nere i en dal. Runt Ordes är det ganska tätbefolkat, med 67 invånare per kvadratkilometer. Ordes är det största samhället i trakten. Omgivningarna runt Ordes är en mosaik av jordbruksmark och naturlig växtlighet.